# Campeonato Italiano de Futebol de 1898
O Campeonato Italiano de Futebol de 1898 foi a primeira edição deste certame, que em 1929 daria lugar a Serie A. A competição foi a primeira endossada pela FIGC (Federazione Italiana Giuoco Calcio) e é considerada antecessora oficial da atual Serie A.
Foi um torneio eliminatório organizado pela FIF (Federazione Italiana del Football, atual FIGC) sob a denominação Campionato Nazionale di Football 1898 que contou com a participação de apenas quatro equipes, três da cidade de Turim e um de Gênova. O torneio começou já a partir das semifinais, que foi disputada em jogo único, com os vencedores jogando uma partida final. Ambos os três jogos foram disputados em um único dia, em 8 de maio de 1898, no Velodromo Umberto I, localizado em Turim. O vencedor desta primeira temporada foi o Genoa.

## Visão geral
O torneio foi organizado pela Federazione Italiana Football (FIF, nome até 1909 da Federazione Italiana Giuoco Calcio – FIGC, fundada em Turim em 26 de março de 1898) e contou com a participação de quatro equipes, três de Turim (Ginnastica Torino, Internazionale Torino e Torinese) e uma de Gênova (Genoa).
A competição foi o segundo torneio oficial de futebol na Itália: desde 1896 era realizado um campeonato organizado pela Federazione Ginnastica Nazionale Italiana (FGCI; antigo nome da atual Federação Italiana de Ginástica), conhecido como Torneo FGNI, que não adotava totalmente as regras do futebol (então conhecido como football) codificadas pela International Football Association Board (IFAB) das quatro associações britânicas de futebol (football association). O Torneio FGNI, no entanto, nunca foi reconhecido pela FIF e deixou de existir em 1913.
O local do torneio foi o Velódromo Umberto I, escolhido por ocasião da exposição internacional em Turim pelo quinquagésimo aniversário do Statuto Albertino. O duque dos Abruzos Luís Amadeu doou a taça que seria levantada pelo clube vencedor, além disso, ficaria de posse definitiva da equipe que vencesse o torneio por três vezes.

### Regulamento
O torneio foi realizado em um único dia na forma de um quadrangular (as duas semifinais pela manhã e a final pelo primeiro lugar à tarde). Os dois tempos regulamentares duraram 45 minutos: no caso de um empate em gols ao final dos 90 minutos, foram disputadas duas prorrogações de 10 minutos.
Antonio Scamoni, na Storia della Federazione Italiana del Gioco del Calcio incluída no Annuario Italiano del Giuoco del Calcio de 1928, menciona a disputa de uma final de consolação; no entanto, as fontes da época (principalmente o Corriere dello Sport – La Bicicletta de Milão) não relatam nada a esse respeito.

### Eventos
As duas semifinais, Internazionale Torino–Torinese e Ginnastica di Torino (seção de futebol)–Genoa, foram vencidas por Internazionale e Genoa, respectivamente, por 2–1 e 2–0. Na final, no entanto, o Genoa venceu por 2–1 na prorrogação. Oclube da Ligúria, portanto, tornaram-se o primeiro time campeão na história do futebol italiano.
O La Stampa ― Gazzetta Piemontese de 7 de maio de 1898, anunciando o evento no dia seguinte, anunciou os preços dos ingressos para cada partida, ou seja, 25 centavos de lira para acesso simples ao campo de jogo, ou 1 lira para um assento na única arquibancada da instalação. As crônicas relatam que cinquenta espectadores assistiram à segunda semifinal e cem à final, enquanto, de acordo com o historiador do futebol Antonio Ghirelli, a arrecadação total do dia foi de 197 liras.

## Participantes
| Clube                                           | Cidade | Região   |
| ----------------------------------------------- | ------ | -------- |
| Football Club Torinese                          | Turim  | Piemonte |
| Genoa Cricket and Football Club                 | Gênova | Ligúria  |
| Società Ginnastica di Torino (seção de futebol) | Turim  | Piemonte |
| Internazionale Torino                           | Turim  | Piemonte |

## Resultados

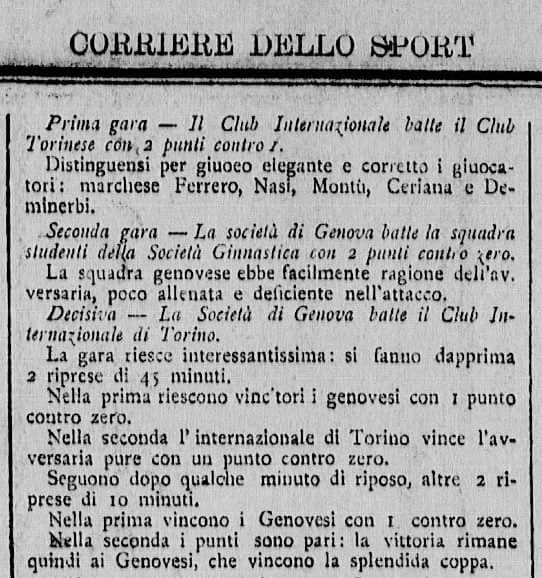
Imagem extraída da crônica publicada por Gustavo "Virgus" Verona em 11 de maio de 1898 no jornal milanês Corriere dello Sport – La Bicicletta.

Os resultados das partidas foram extraídos do Corriere dello Sport – La Bicicletta de Milão de 11 de maio de 1898, a primeira fonte direta relacionada ao torneio.
| 8 de maio | Internazionale Torino | 2 — 1 | Torinese | Velódromo Umberto I — Turim |  |
|           |                       |       |          |                             |  |

| 8 de maio | Ginnastica di Torino | 0 — 2 | Genoa | Velódromo Umberto I — Turim |  |
|           |                      |       |       |                             |  |

| \| 8 de maio \| Internazionale Torino \| 1 — 2 (pro.) \| Genoa \| Velódromo Umberto I — Turim \| \| \| \| \| \| \| \| \| |                       |              |       |                             |  |
| 8 de maio | Internazionale Torino | 1 — 2 (pro.) | Genoa | Velódromo Umberto I — Turim |  |
| |                       |              |       |                             |  |

## Premiação
| Campeonato Italiano de Futebol de 1898               |
| ---------------------------------------------------- |
| Genoa Cricket and Football Club Campeão (1.º título) |

## Equipe campeã
| Esquema tático (2–3–5)                                                                                | Jogador                       |
| --- | ----------------------------- |
| Baird De Galleani Spensley Pasteur I Ghiglione Ghigliotti Le Pelley Leaver Bertollo Bocciardo Dapples | William Baird                 |
| Baird De Galleani Spensley Pasteur I Ghiglione Ghigliotti Le Pelley Leaver Bertollo Bocciardo Dapples | Ernesto De Galleani           |
| Baird De Galleani Spensley Pasteur I Ghiglione Ghigliotti Le Pelley Leaver Bertollo Bocciardo Dapples | James Richardson Spensley (c) |
| Baird De Galleani Spensley Pasteur I Ghiglione Ghigliotti Le Pelley Leaver Bertollo Bocciardo Dapples | Edoardo Pasteur I             |
| Baird De Galleani Spensley Pasteur I Ghiglione Ghigliotti Le Pelley Leaver Bertollo Bocciardo Dapples | Wallys Ghiglione              |
| Baird De Galleani Spensley Pasteur I Ghiglione Ghigliotti Le Pelley Leaver Bertollo Bocciardo Dapples | Fausto Ghigliotti             |
| Baird De Galleani Spensley Pasteur I Ghiglione Ghigliotti Le Pelley Leaver Bertollo Bocciardo Dapples | John Quertier Le Pelley       |
| Baird De Galleani Spensley Pasteur I Ghiglione Ghigliotti Le Pelley Leaver Bertollo Bocciardo Dapples | Norman Victor Leaver          |
| Baird De Galleani Spensley Pasteur I Ghiglione Ghigliotti Le Pelley Leaver Bertollo Bocciardo Dapples | Silvio Piero Bertollo         |
| Baird De Galleani Spensley Pasteur I Ghiglione Ghigliotti Le Pelley Leaver Bertollo Bocciardo Dapples | Giovanni Bocciardo            |
| Baird De Galleani Spensley Pasteur I Ghiglione Ghigliotti Le Pelley Leaver Bertollo Bocciardo Dapples | Henri Dapples                 |

Nota
O goleiro Baird saiu de campo lesionado durante a final e o foi substituído no posto pelo zagueiro James Spensley.